# Jelena Igorevna Ragyionova
Jelena Igorevna Ragyionova (cirill betűkkel: Еле́на И́горевна Радио́нова; Moszkva, 1999. január 6. –) orosz műkorcsolyázó.

## Élete
Négyévesen kezdett el korcsolyázni, majd az évek múltával egymás után kétszer is (2013-ban és 2014-ben) megnyerte a junior világbajnokságot. A 2012-es műkorcsolyázó és jégtánc Grand Prix-döntőjében aranyérmet, míg – a felnőttek mezőnyében – a 2014-es és a 2015-ös Grand Prix-non a második, illetve a harmadik helyet vívta ki magának. A 2015-ös sanghaji világbajnokságon – az orosz Jelizaveta Tuktamiseva és a japán Mijahara Szatoko mögött – a harmadik lett. A 2015-ös stockholmi felnőtt műkorcsolya Európa-bajnokságon ezüstérmes lett, csakúgy mint egy évvel később Pozsonyban.
2017-ben, a kazahsztáni Almatiban rendezett 28. téli universiadén – maga mögé szorítva a két japán sportolót, Nitaja Rint és Iszobe Hinanót – felállhatott a dobogó legfelső fokára.